# Columbia Journalism Review
Columbia Journalism Review (CJR) — американский журнал для профессиональных журналистов, публикуемый Высшей школой журналистики Колумбийского университета с 1961 года. Журнал публикует новости и тенденции медиаиндустрии, анализ, статьи о журналистике и истории, стоящие за новостями.
В октябре 2015 года было объявлено, что периодичность публикации печатного журнала сокращается с шести до двух номеров в год, чтобы сосредоточиться на цифровых выпусках.

## Руководство журнала
По состоянию на конец апреля 2019 года председателем оргсовета являлся Стивен Адлер, который также является главным редактором Рейтер.
Предыдущим председателем журнала был Виктор Наваски, профессор Высшей школы журналистики Колумбийского университета, бывший редактор и издатель The Nation. По словам исполнительного редактора Майкла Хойта, роль Наваски «финансовая на 99%» и «он ничего не продвигает в редакционной сфере». Хойт также заявил, что Наваски «узнал, как сделать небольшой журнал прибыльным, и он пытается придумать некоторые стратегии для нас».

## Финансы
CJR является некоммерческой организацией и полагается на сбор средств для финансирования своей деятельности. Спонсорами CJR являются различные организации, в том числе Фонды «Открытое Общество» Джорджа Сороса.
В августе 2007 года Майк Хойт, исполнительный редактор CJR с 2003 года, заявил, что доходы журнала в 2007 году превысят расходы примерно на 50 000 долларов США, а в 2008 году предполагаемый профицит составит 40 000 долларов. Хойт отметил, что это связано не только с уходом трёх редакторов, но и с увеличением финансирования. Пожертвования от группы ветеранов журналистики во главе с бывшим исполнительным редактором The Philadelphia Inquirer Юджином Робертсом в пользу CJR за период с 2004 по 2007 годы составили около 1,25 млн долларов США. 
По состоянию на середину 2007 года в CJR работало восемь человек, годовой бюджет составлял 2,3 млн долларов США, а тираж составлял примерно 19 000 экземпляров, в том числе 6000 подписок студентов. Проводятся подписки на новостную рассылку в Интернете под названием «The Media Today».

## Редактор
В 2016 году главный редактор CJR, Лиз Спайд (англ. Liz Spayd), стала шестым публичным редактором The New York Times. Её заменил Кайл Поуп (англ. Kyle Pope), который был главным редактором The New York Observer.
Поуп взял на себя руководящую роль в дискуссии о том, что должны предпринять профессиональные представители средств массовой информации и прессы в отношении действий Дональда Трампа во время его избирательной кампании и после избрания президентом Соединенных Штатов. Администрация Трампа подозревалась в попытках подорвать конституционную свободу прессы. 24 июля 2017 года в Вашингтоне, округ Колумбия, Поуп обратился к двухпартийному форуму Палаты судей по свободе прессы по поводу их запросов. В его выступлении перед Конгрессом прозвучали рекомендации об ответной реакции и действиях со стороны общественности и правительства по этому вопросу.